# Waynesfield
Waynesfield és una població dels Estats Units a l'estat d'Ohio. Segons el cens del 2000 tenia 803 habitants.

## Demografia
Segons el cens del 2000, Waynesfield tenia 803 habitants, 307 habitatges, i 213 famílies. La densitat de població era de 436,7 habitants/km².
Dels 307 habitatges en un 34,5% hi vivien nens de menys de 18 anys, en un 55,7% hi vivien parelles casades, en un 9,4% dones solteres, i en un 30,6% no eren unitats familiars. En el 26,4% dels habitatges hi vivien persones soles l'11,4% de les quals corresponia a persones de 65 anys o més que vivien soles. El nombre mitjà de persones vivint en cada habitatge era de 2,62 i el nombre mitjà de persones que vivien en cada família era de 3,17.
Per edats la població es repartia de la següent manera: un 30,4% tenia menys de 18 anys, un 8,2% entre 18 i 24, un 29,1% entre 25 i 44, un 19,7% de 45 a 60 i un 12,6% 65 anys o més.
L'edat mediana era de 32 anys. Per cada 100 dones de 18 o més anys hi havia 91,4 homes.
La renda mediana per habitatge era de 29.712 $ i la renda mediana per família de 40.000 $. Els homes tenien una renda mediana de 32.250 $ mentre que les dones 19.453 $. La renda per capita de la població era de 13.944 $. Aproximadament el 6,3% de les famílies i el 10,6% de la població estaven per davall del llindar de pobresa.

## Poblacions més properes
El següent diagrama mostra les poblacions més properes.